# Mátételke
Mátételke is een plaats (község) en gemeente in het Hongaarse comitaat Bács-Kiskun. Mátételke telt 617 inwoners (2002).